# 존 B. 캘훈
존 범패스 캘훈(John Bumpass Calhoun, 1917년 5월 11일 ~ 1995년 9월 7일)은 미국의 동물행동학자이자 행동과학자로, 인구 밀도와 이것이 행동에 미치는 영향에 대한 연구로 잘 알려져 있다. 설치류의 개체수 과잉에 따른 절망적 결과가 인류의 미래에 대한 암울한 본보기라고 주장하였다. 캘훈은 연구를 진행하면서 인구 밀도가 과밀한 상황에서의 비정상적인 행동을 설명하기 위해 "행동의 싱크"라는 용어를 만들었고, 모든 사회적 상호작용을 중단한 수동적인 개인들을 설명하기 위해 "아름다운 것들"이라는 용어를 만들었다.
캘훈의 연구 성과는 세계적으로 인정을 받았다. 전세계 학회에서 연구에 대한 발표를 하였으며, 나사를 비롯해 지역 교도소 과밀에 관한 컬럼비아구 패널과 같이 다양한 집단에서 그에게 의견을 구하였다. 캘훈의 쥐 연구는 에드워드 T. 홀의 1966년 근접학 이론 개발의 근간이 되었다.

## 어린 시절과 교육
존 범패스 캘훈은 1917년 5월 11일 테네시주 엘크턴에서 제임스 캘훈과 펀 매돌 캘훈의 셋째 아이로 태어났다. 부부의 첫 아이는 유아기에 죽었다. 캘훈의 형제로는 누나 폴리와 남동생 빌리, 댄이 있었다. 아버지는 테네시 교육부 행정직에 오른 고등학교 교장이었으며, 어머니는 예술가였다.
그의 가족은 엘크턴에서 테네시주 브라운스빌로 이사하였고, 캘훈이 중학교를 다닐 때 내슈빌로 이사하여 정착하였다.
이때부터 캘훈은 테네시 조류학 협회에 참석하기 시작하였다. 조류표지법 작업과 굴뚝칼새 연구로 유명한 래스키 부인은 캘훈이 새와 새의 행동에 대한 관심을 키우는 데 중추적인 영향을 끼쳤다. 캘훈은 새에게 표지를 붙이고 새의 습성을 기록하면서 중고등학교 시절을 보냈다. 나이 열다섯 살에는 그의 첫 기사가 테네시 조류학 협회의 저널 《마이그런트》에 실렸다.

## 대학
아버지가 다른 주에 있는 대학에 다니도록 돕지 않겠다고 했음에도 불구하고, 캘훈은 버지니아 대학교로 진학하여 1939년 학사 학위를 받았다. 여름동안 그는 워싱턴 D.C.의 스미스소니언 협회 수장인 알렉산터 웨트모어를 도와 조류학 작업을 하였다. 이후 그는 노스웨스턴 대학교에서 1942년 석사 학위, 1943년 박사 학위를 받았다. 논문의 주제는 시궁쥐의 생체주기였다.
캘훈은 노스웨스턴에서 생물학 전공자이자 같은 반 학생이었던 미래의 아내 이디스 그리슬리를 만났다.

## 경력

### 초기 쥐 연구
노스웨스턴을 졸업한 후에는 에모리 대학교와 오하이오 주립 대학교에서 강의하였다. 1946년 캘훈과 아내 이디스는 볼티모어 교외의 메릴랜드주 토슨으로 이사하였다. 캘훈은 존스 홉킨스 대학교의 설치류 생태 프로젝트 연구에 참여하였다. 1947년 3월, 그는 1만 평방 피트(960 m²)의 야외 우리에 가둔 시궁쥐 무리로 28개월에 걸친 연구를 시작하였다. 이론적으로는 다섯 마리의 암컷이 이 기간동안 이 크기의 우리에서 5천 마리의 건강한 자손을 생산할 수 있었지만, 캘훈은 시궁쥐의 개체수가 200 마리를 초과하지 않고 150 마리로 안정되었음을 발견하였다. 게다가, 쥐들은 우리 영역 전체에서 무작위로 흩어지지 않고, 각각 열두 마리로 구성된 열두 개, 또는 열세 개의 지역 집단으로 조직되었다. 그는 쥐가 자연 집단에서 서로 조화롭게 살 수 있는 최대 수가 열두 마리이며, 개체수 초과에 따른 스트레스와 심리적 효과가 집단 해체의 힘으로 작용한다고 언급하였다.
캘훈은 메인주 바하버에 위치한 잭슨 연구소에 근무하는 동안 1951년까지 시궁쥐 집단 연구를 계속하였다. 바하버에 있는 동안에는 첫째 딸 캣 캘훈이 태어났다. 가족은 루커 단지의 게스트하우스에서 살았다.
캘훈과 가족은 1951년 메릴랜드주 실버스프링으로 다시 이사하였다. 여기서 캘훈은 월터리드 미군의료센터 신경정신과에 근무하였고, 1954년에는 국립보건원에 취직하여 33년간 근무하였다. 1954년은 캘훈의 둘째 딸 체셔 캘훈이 태어난 해이기도 하다.

### 시궁쥐 실험
캘훈은 메릴랜드주 록빌 외곽 시골의 케이시 농장에서 거대한 헛간 2층을 실험실로 삼고 길들인 시궁쥐를 이용하여 행동 실험을 수행하였다. 이 지역은 오늘날 교외의 중심이 되었지만 헛간은 여전히 남아있으며, 교외용으로 개조되어 있다. 캘훈이 지내던 시절에는 계단 꼭대기에 작고 어수선한 사무 공간이 있었다. 설치류 냄새가 매우 심하여 사람이 제대로 숨을 쉬려면 시간이 좀 걸렸다.
연구 영역은 세 부분으로 나뉘었다. 중앙 부분에는 상자 모양의 방이 지어졌다. 이 상자 주변을 복도가 둘러싸고, 방 꼭대기로 이어지는 계단이 있었다. 이 상자는 10 피트 x 14 피트 x 9 피트(3.0 m x 4.3 m x 2.7 m)로 된 네 개의 방, 또는 서식지로 나뉘었다. 각 방에는 연구원이나 관리인이 들어갈 수 있는 문이 있었고, 천장은 유리창이었다. 이 창을 통해서 각 방에서 일어나는 활동을 관찰할 수 있었다. 각 방은 2 피트(0.61 m) 높이의 칸막이로 4등분하였다. "V"자형의 경사로를 우리 1번과 2번, 2번과 3번, 3번과 4번에 연결하였다. 우리 1번과 4번은 연결하지 않았다. 각 구역의 벽 모퉁이에는 나선형 계단을 통해 접근할 수 있는 인공 굴을 설치하였다. 네 구역 중 두 구역의 "굴"은 바닥에서 3 피트(0.91 m) 높이로, 나머지 두 구역의 굴은 바닥에서 6 피트(1.8 m) 높이였다. 각 구역에는 식수와 먹이 공급소도 설치하였다. 이러한 환경의 변화는 행동 패턴의 차이를 가져왔고, 궁극적으로는 "행동의 싱크"라는 개념으로 이어졌다.
케이시 농장의 실험실에서 수행된 연구는 1958년 시작되었고, 캘훈이 캘리포니아 스탠퍼드에 위치한 행동과학 고등연구센터에서 1년을 보내도록 초청받은 1962년까지 지속되었다.

### 생쥐 실험

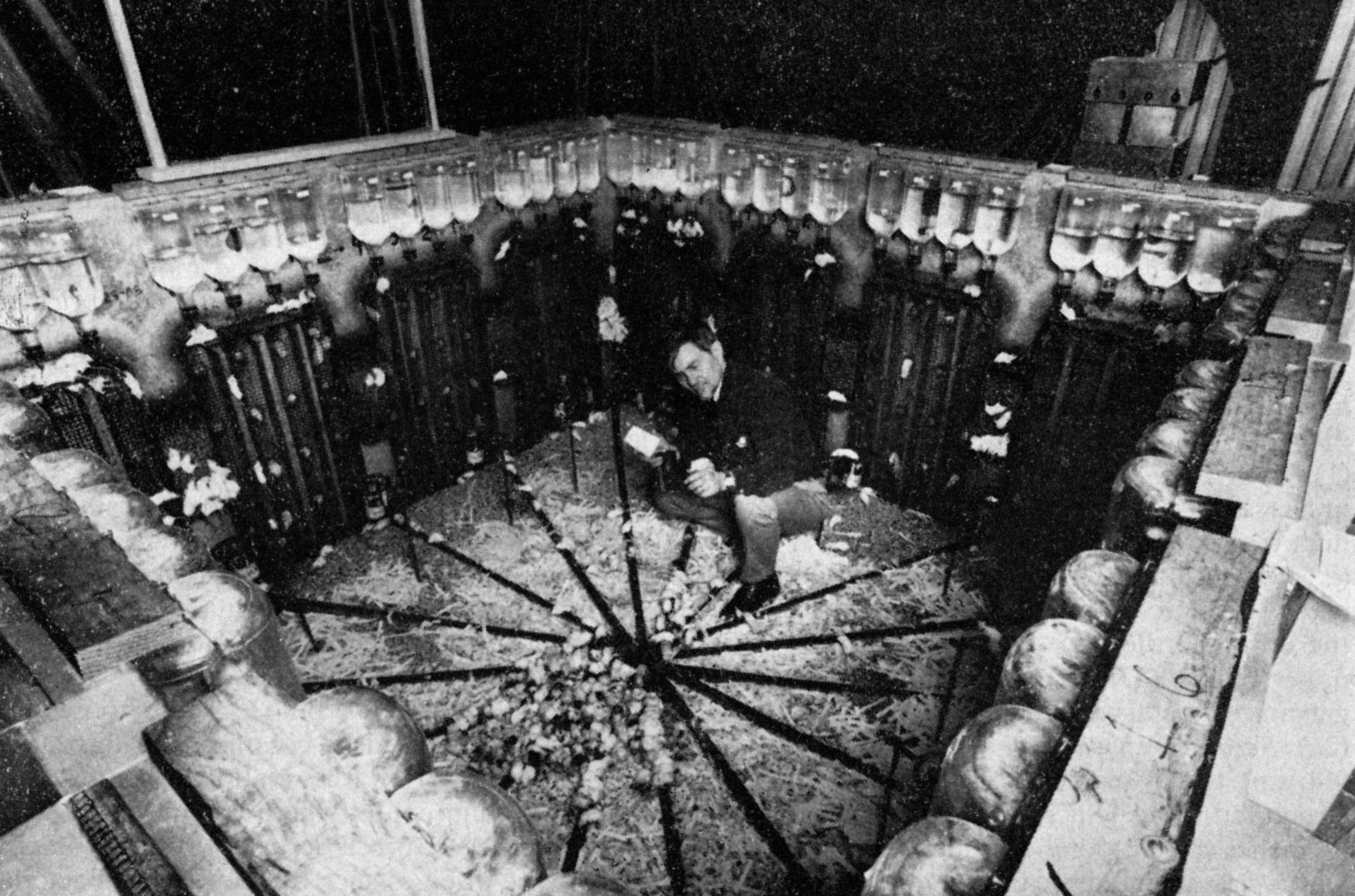
생쥐 실험을 하는 존 캘훈

1960년대 초, 국립 정신 건강 연구소는 메릴랜드주 풀스빌 외곽 시골 지역의 부동산을 매입하였다. 이 건물에 지어진 시설에는 캘훈이 이끄는 프로젝트를 포함하여 여러 연구 프로젝트가 있었다. 그의 가장 유명한 실험인 생쥐 세계가 탄생한 곳이 바로 이곳이였다. 1968년 7월에 네 쌍의 쥐가 이 서식지에 투입되었다. 서식지는 9 피트 (2.7 m) 평방 금속 우리로, 측면 높이는 4.5 피트(1.4 m)였다. 각 측면에는 네 개의 수직 철망 "터널"의 네 무리가 있었다. 이 터널을 통해서 둥지 상자와 먹이 호퍼, 물 공급기로 접근할 수 있었다. 식량과 물, 둥지 재료는 부족하지 않았고, 포식자도 없었다. 유일한 역경은 공간의 한계였다.

1973년 9월 27일 교황 바오로 6세를 만난 존 캘훈

처음에는 개체수가 급격히 증가하여 55일마다 두 배로 증가하였다. 개체수는 315일 째에 620 마리에 이르렀고, 그 이후로는 개체수 증가가 두드러지게 줄어들어 145일마다 두 배로 증가하였다. 마지막으로 생존한 출산은 600일 째였으며, 둥지 공간에 있어 최대 3840 마리의 생쥐를 허용하도록 실험을 설정하였지만 이 날의 전체 개체수는 2200 마리에 불과하였다. 315일에서 600일 사이의 이 기간은 사회 구조와 정상적인 사회 행동의 붕괴를 보였다. 행동 이상에는 다음과 같은 것들이 있었다. 젖을 떼기 전인 새끼를 쫓아내고, 어린 개체가 상처를 입었으며, 동성애 행동이 증가하였고, 서열 높은 수컷이 자신의 영역과 암컷을 계속 지켜낼 수 없었으며, 암컷이 공격적인 행동을 하게 되었고, 서열 낮은 수컷은 짝짓기에 수동적이 되었으며 더 약한 개체에 대한 공격이 증가하게 되었다.
600일 이후에도 사회 붕괴는 계속되었고 개체수는 멸종 위기에 처하였다. 이 기간동안 암컷들은 번식을 멈췄다. 수컷 상대들은 완전히 침잠하여 암컷에 대한 구애나 암컷을 둔 싸움에 전혀 관여하지 않고 건강에 필수적인 일에만 시간을 보냈다. 이들은 먹고, 마시고, 자고, 몸단장을 하였다. 털가죽은 매끄럽고 건강했으며 흉터가 없는 것이 이 수컷들의 특징이었다. 이들은 "아름다운 것들"이라고 불렸다. 번식은 다시 일어나지 않았고 행동 패턴은 영구적으로 바뀌었다.
이 실험에서 도출된 결론은 모든 가용 공간과 사회적 역할이 채워졌을 때, 개인이 경험하는 경쟁과 그에 따른 스트레스가 복잡한 사회적 행동의 완전한 붕괴를 초래하여 궁극적으로는 그 개체군의 종말을 가져온다는 것이다.
캘훈은 생쥐 개체군의 운명을 인간의 잠재적 운명에 대한 은유로 보았다. 그는 성경의 요한계시록 2장 11절을 인용하여 이 사회적 붕괴를 "두번째 죽음"이라고 표현하였다. 빌 퍼킨스와 같은 작가들은 캘훈의 연구를 "갈수록 붐비고 비인격적인 세상"에서 살아가는 것의 위험성에 대한 경고로 인용하였다.

## 평판과 유산
1960년대 동안 캘훈과 레너드 덜은 비공식 단체인 스페이스 카데트를 결성하여 공간의 사회적 이용에 대하여 논의하였다. 이 단체의 구성원들은 건축과 도시 계획, 물리학, 정신의학 등 다양한 직업을 가지고 있었다. 캘훈의 말에 따르면 "인간으로서 우리의 성공은 지금까지 전통보다 일탈을 존중하는 데서 비롯되었다. 템플릿의 변경은 종종 미약하지만 항상 템플릿의 준수보다 우선하여 약간의 무언가를 얻는다. 이제 우리는 혼자 힘으로 진화론적 설계 과정의 개념화를 가져올 창의적 일탈자들을 부지런히 찾아야 한다. 이를 통해 우리가 참여할 수 있는 그들의 깨달음을 향한 무한한 미래를 보장할 수 있다.
1971년 로버트 C. 오브라이언이 출판한 프리스부 부인과 NIMH의 쥐는 캘훈의 연구에서 영감을 받은 것이다. 이 책은 이후 애니메이션 영화 마우스 킹에 영감을 주었다.
캘훈은 다음을 포함한 여러 출판물을 쓰거나 편집하였다.
- 미국 참새 크기의 변화와 관련한 온도와 자연 선택의 역할 (1947)
- 인구 역학의 변수로서의 사회 복지 (1957)
- 작은 포유류의 서식 범위 및 밀도 계산 (James U. Casby, 1958)
- 시궁쥐의 생태학과 사회학 (1962)
- 환경과 인구 : 적응의 문제 : 참가자 162명의 진술을 통합하는 실험적 책 (편집자, 1983)

캘훈은 1995년 9월 7일 78세의 나이로 사망하였다. 그의 논문은 이디스 캘훈과 아메리칸 헤리티지 센터에 의해 국립 의학 도서관에 기증되었다.
그의 연구는 2006년 J R 밸런타인의 저서 《생쥐 유토피아의 비극: 인간 유토피아에 대한 생태학적 논평》에서 인간의 잠재적 미래에 적용되었다.
런던 정치경제대학교에서 발행한 2008년 논문에는 캘훈 실험의 "문화적 영향"을 조사하였다.
마이크 프리드먼이 감독한 2012년 다큐멘터리 《임계 질량》은 캘훈의 연구를 무겁게 그려내었다.

## 같이 보기
- 근접학
- 렉 짝짓기

## 참고 문헌
- Calhoun, John (1947–1948). “Crowding and Social Behavior in Animals”. Anchor Books.
- Calhoun, John B. (1950). “The Study of Wild Animals under Controlled Conditions”. 《Annals of the New York Academy of Sciences》 51 (6): 1113–22. doi:10.1111/j.1749-6632.1950.tb27339.x.
- Calhoun, John B. (1952). “The Social Aspects of Population Dynamics”. 《Journal of Mammalogy》 (American Society of Mammalogists) 33 (2): 139–159. doi:10.2307/1375923. JSTOR 1375923.
- Calhoun, John, B. (1962). 〈Chapter 22: A Behavioral Sink〉.   Bliss, Eugene L. 《Roots of Behavior》. New York: Harper. OCLC 1282144.
- Calhoun, John B. (1962). “Population density and social pathology”. 《Scientific American》 206 (2): 139–148. doi:10.1038/scientificamerican0262-139 (년 이후로 접속 불가 2021-05-31). PMID 13875732.
- Calhoun, John, B. (Nov 1972). “Plight of the Ik and Kaiadilt is seen as a chilling possible end for Man”. 《Smithsonian》. 3권 8호. 27–32쪽. ISSN 0037-7333. OCLC 58002970.
- Calhoun, John B (1983). 《Environment and Population: Problems and Adaptation: An Experimental Book Integrating Statements by 162 Contributors》. Praeger. 486쪽. ISBN 0-275-90955-7.

## 출전
- Davis, Louise (1971). “The Garden of Eden or Doomsday?”. 《Tennessean Magazine》.
- Fountain, Henry (1995년 9월 29일). “J.B Calhoun, 78, Researcher On the Effects Of Overpopulation”. 《The New York Times》.
- Barnes, Bart (1995년 9월 30일). “Scientist John Calhoun Dies; Studied Behavior, Crowding”. 《The New York Times》.
- Alsop, Stewart (1970년 8월 17일). “Dr. Calhoun's Horrible Mousery”. 《Newsweek》: 96.
- “Letting the rat out of the bag, The cultural influence of John B. Calhoun's rodent experiments”. 《London School of Economics and Political Science》. June 2009. 2011년 6월 11일에 원본 문서에서 보존된 문서. 2010년 6월 7일에 확인함.